# おもしろ昆虫化石館
おもしろ昆虫化石館（おもしろこんちゅうかせきかん）は、兵庫県美方郡新温泉町千谷にある日本初の昆虫化石を展示する博物館。

## 概要
新温泉町海上（うみがみ）地区は日本有数の化石産地であり、そこで出土された化石を展示するために設立された。

## 施設
- 展示室（有料ゾーン）
- 休憩談話室
  - 図書コーナー（貸出可）
- 研修室（企画展示室）
- 学習室（和室）

## 主な展示品
- 植物化石
- 昆虫化石
- 外国産昆虫化石
- 解説パネル
- 海上の地表レプリカ
- 映像ファンタビュー
- 地球の歴史グラフィック年表

## 利用情報
- 開館時間：9時 - 17時（入館は16時30分まで）
- 休館日：毎週月曜日
- 入館料：大人100円、子ども50円
- 休憩談話室は無料
- ひょうごっ子ココロンカードの対象施設になっている。

## 交通アクセス
- JR山陰本線浜坂駅より夢つばめ（新温泉町民バス）浜坂温泉線・湯村温泉行き「湯村温泉」下車。
  - 乗換：夢つばめバス海上線・海上行きまたは八田線・青下行き「八田コミュニティセンター」バス停下車。
  - 海上線・岩美駅行き「千谷」バス停下車。
- JR山陰本線岩美駅より夢つばめ海上線・湯村温泉行き「千谷」バス停下車。
- 車：湯村温泉方面から国道9号鳥取方面へ進み、千谷交差点南側。